# Марк Лівій Салінатор
Марк Лівій Салінатор (лат. Marcus Livius Salinator; 254 до н. е. — після 204 до н. е.) — політичний, державний та військовий діяч Римської республіки, дворазовий консул 219 та 207 років до н. е., цензор 204 року до н. е., диктатор 207 року до н. е.

## Життєпис
Походив з роду Лівіїв. Син Марка Лівія.
У 219 році до н. е. його обрано консулом разом з Луцієм Емілієм Павлом. Тоді велася Друга Іллірійська війна. Лівій переміг ворога, отримавши велику здобич. За ці успіхи він також отримав тріумф. У 218 році до н. е. увійшов до складу посольства на чолі із Квінтом Фабієм Максимом до Карфагену. Після повернення потрапив під суд за свої зловживання під час консульства. Зрештою Лівія було відправлено у вигнання до села. Він зміг повернутися до Риму лише у 210 році до н. е. Для цього сенат прийняв спеціальне рішення.
У 207 році до н. е. його обрано вдруге консулом, цього разу разом з Гаєм Клавдієм Нероном. Головним завданням консулів було недопустити з'єднання армій братів Барка — Гасдрубала та Ганнібала. Клавдій рушив проти Ганнібала. а Лівій спрямував військо до Цізальпійської Галлії. Тут він довідався, що Гасдрубал вже перетнув Альпи. Втім Лівій скористався тим, що Гасдрубал Барка затримався біля римських фортець на півночі Італії. Римський консул перетнув шлях ворогові біля містечка Фанум. Тут він дочекався свого колегу Гая Клавдія. Вони разом розбили карфагенян у битві при Метаврі. За це Лівій отримав черговий тріумф. Того ж року його призначено диктатором для проведення виборів консулів.
У 206 році до н. е. як проконсул Лівій отримав Етрурію. Тут він повинен був протидіяти армії Магона Барки. Втім бойові дії вів мляво, не намагаючися дати головного бою. У такому стані супротивники перебували до 204 року до н. е. Тоді Лівій повернувся до Риму, де його було обрано цензором разом з Гаєм Клавдієм Нероном. Щоб зібрати кошти для ведення війни проти Карфагена, Лівій запропонував встановити завищені державні ціни на сіль — уся різниця мала йти до скарбниці. За це винахідливий цензор отримав насмішливе прізвисько Салінатор — тобто «солільник», яке зрештою стало його когноменом. Нерон заперечував проти інціативи Лівія, але соляний податок у 204 році до н. е. таки був запроваджений — спочатку як надзвичайний захід, а згодом як регулярне стягнення. Водночас спільними зусиллями цензори провели перепис військового населення, яке склало 214 тисяч вояків. Того ж року Марк Лівій Салінатор раптово помер.

## Родина
Дружина — Калавія, донька Пакувія Калавія. магистрата Капуї
Діти:
- Гай Лівій Салінатор, консул 188 року до н. е.